# Pappictidops
Pappictidops — вимерлий рід хижоморфних ссавців. Скам'янілості знайдено в таких країнах: Китай. Описано такі види: Pappictidops acies Pappictidops obtusus Pappictidops orientalis.